# FC Kärnten
El FC Kärnten fue un equipo de fútbol de Austria que militó en la Bundesliga, la liga de fútbol más importante del país. Fue fundado en el año 1920 en la ciudad de Klagenfurt con el nombre KSK Klagenfurt.

## Historia
Alcanzó la Bundesliga por primera vez en el año 1963 y jugó en ella por 20 temporadas hasta la temporada 2004, última temporada que estuvieron en la máxima categoría de fútbol en Austria. Fue conocido por fundar su propia liga de fútbol, la Kärntner Liga y tenían como rivales al SK Austria Kärnten. 
Nunca ganó el título de Liga, aunque ganó el título de Copa en 1 ocasión en 2 finales jugadas.
A nivel internacional participó en 3 torneos continentales, en los cuales jamás superó la Primera Ronda.
El equipo desapareció oficialmente en el año 2009 tras estar en las ligas regionales en la última temporada que jugaron en 2008/09, temporada en la que se retiraron en el receso invernal tras declararse en bancarrota. Todos sus activos y jugadores fueron absorbidos por el nuevo SK Austria Klagenfurt fundado en 2007.
- Nombres utilizados por el club:
- 1920 - KSK Klagenfurt
- 1927 - SK Austria Klagenfurt
- 1997 - FC Austria/VSV
- 1999 - FC Kärnten

## Palmarés
- 2 Liga de Austria: 1

1982
- Copa de Austria: 1

2001
- - Finalista: 1

2003

## Participación en competiciones de la UEFA
- Copa UEFA: 3 apariciones

2002 - Primera Ronda
2003 - Primera Ronda
2004 - Primera Ronda

### Partidos en UEFA
| Temporada | Torneo    | Ronda      | País         | Club               | Casa | Visita | Global |
| --------- | --------- | ---------- | ------------ | ------------------ | ---- | ------ | ------ |
| 2001/02   | Copa UEFA | 1          | Grecia       | PAOK               | 0–0  | 4–0    | 0–4    |
| 2002/03   | Copa UEFA | Preliminar | Letonia      | Liepājas Metalurgs | 4–2  | 0–2    | 6–2    |
|           |           | 1          | Israel       | Hapoel Tel Aviv    | 0–4  | 1–0    | 0–5    |
| 2003/04   | Copa UEFA | Preliminar | Islandia     | Grindavik          | 2–1  | 1–1    | 3–1    |
|           |           | 1          | Países Bajos | Feyenoord          | 0–1  | 2–1    | 1–3    |

## Jugadores destacados
| - Ansgar Brinkmann (2004) - Lothar Emmerich (1972–74) - Markus Oberleitner (2002–03) - Ronald Brunmayr (2007) - Stephan Bürgler (2006–07) - Hans Buzek (1972–73) - Christian Dlopst (2007–08) - Eduard Glieder (2006) - Roland Goriupp (2001–05) - Franz Hasil (1973–77) - Andreas Heraf (2000–01) - Mario Hieblinger (2003–05) - Thomas Hinum (2007–08) - Walter Hörmann (1998–99) - Walter Kogler (2002–04) | - Roland Kollmann (1999–2001) - Friedrich Koncilia (1965–69) - Thomas Pirker (2006–07) - Emanuel Pogatetz (2000–01) - Christian Prawda (2003–07) - Gilbert Prilasnig (2002–03) - Dieter Ramusch (1987–89) - Marc Sand (2005–07) - Gerald Strafner (2004–07) - Manuel Weber (2003–07) - Almedin Hota (2000–06) - Saša Papac (2001–04) - Carlos de Jésus Junior (2003) - Ousseini Mounpain (2018-2019) - Nenad Bjelica (2006–08) | - Stanko Bubalo (2001–07) - Snješko Cerin (1986–87) - Marijo Marić (2001–04) - Željko Pavlović (2004) - Renato Pilipović (2002–03) - Josip Šimić (2006–07) - Ľubomír Luhový (1998–99) - Marko Šuler (1995–96) - Kosmas Gezos (2019-Act.) - Péter Kabát (2003–05) - Benedict Akwuegbu (2004) - Jerzy Brzęczek (2003–04) - Todor Veselinović (1965–67) - Alex Timossi Andersson (2021- Act.) |

## Entrenadores
- Leopold Gernhardt (1963-1964)
- Walter Ludescher (1980-1986)
- Marin Kovačić (1990)
- Marin Kovačić (1992-1993)
- Jasmin Džeko (1998)
- August Starek (1998–2000)
- Walter Schachner (2000–2002)
- Rüdiger Abramczik (2002–2003)
- Dietmar Constantini (2003)
- Peter Pacult (2004–2005)
- Nenad Bjelica (2007–2009)